# Always on the Run
Always on the Run – singel niemieckiego piosenkarza Isaaka, wydany 19 stycznia 2024 roku. Miesiąc później utwór zwyciężył w finale niemieckich preselekcji do Konkursu Piosenki Eurowizji 2024, dzięki czemu reprezentował Niemcy w konkursie. Piosenkę napisali: Isaak, Greg Taro, Kevin Lehr, i Leo Salminen.

## Lista utworów
| Digital download / media strumieniowe | Digital download / media strumieniowe | Digital download / media strumieniowe |
| Nr                                    | Tytuł utworu                          | Długość                               |
| ------------------------------------- | ------------------------------------- | ------------------------------------- |
| 1.                                    | „Always on the Run”                   | 3:05                                  |